# Universitat Transylvania
Universitat Transylvania és una universitat privada estatunidenca a Lexington. Va ser fundada el 1780 i és la universitat més antiga de l'estat de Kentucky. El nom de transylvania, que significa «a través del bosc» en llatí, prové de la fundació de la universitat a la regió boscosa de Virgínia Occidental coneguda com a Transylvania Colony, que va pertànyer breument entre 1775 i 1776 a Kentucky.

## Història
Va ser la primera universitat a l'oest de les muntanyes d'Allegheny. L'Assemblea de Virgínia va establir el Transylvania Seminary el 1780, abans que Kentucky es convertís en un estat separat, i fou promogut principalment pels presbiterians. Inicialment situada en una cabana de troncs al comtat de Boyle, l'escola es va traslladar a Lexington el 1789. La primera seu a Lexington va ser en un edifici del que ara és l'històric districte de Gratz Park.

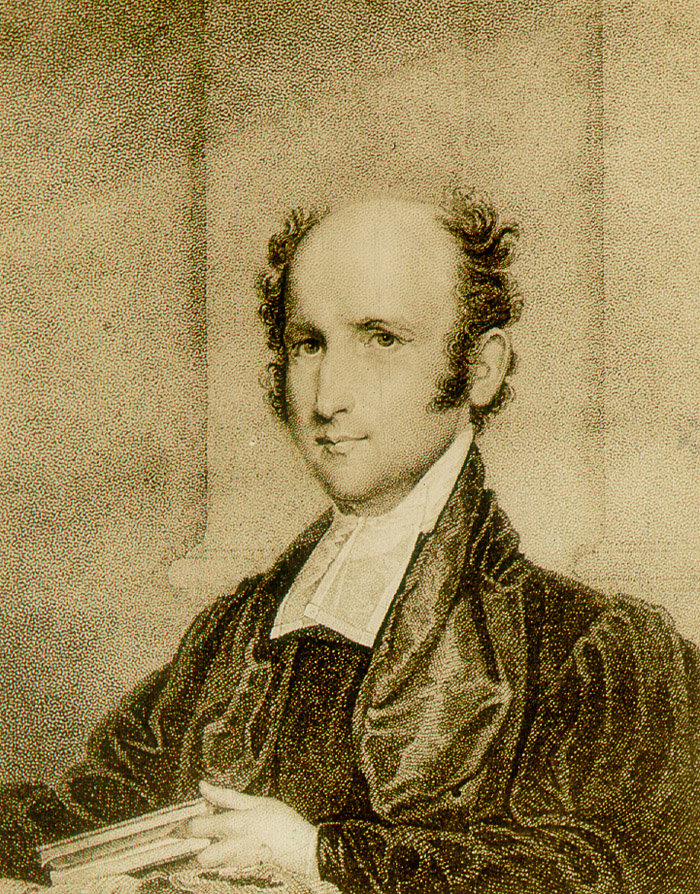
Horace Holley va dirigir la universitat entre 1818 i 1827

El 1799, la institució es va anomenar Universitat Transylvania. El 1818 es va construir un nou edifici com a la residència d'estudiants. Aquell edifici es va cremar el 1829 i l'escola es va traslladar al nord de Third Street. El 1818 la universitat estava formada per una facultat de medicina, una de dret, una de teologia i una facultat d'arts i ciències.
L'església dels Disciples of Christ va fundar el Bacon College a Georgetown. Va funcionar del 1837 al 1851 i del 1858 al 1861. Va ser rebatejada com a Universitat de Kentucky el 1858. El 1865 aquesta es va fusionar amb la Universitat Transylvania. La institució fusionada va prendre el nom de Kentucky University.
Des d'aleshores, la Universitat Transylvania ha dominat el món acadèmic de la Bluegrass region i ha estat l'opció preferida per als fills del lideratge polític del Sud dels Estats Units, les nissagues militars i l'elit empresarial, i ha atret nombroses joves políticament interessats com ara Stephen Fuller Austin, el fundador de l'estat de Texas.

### Després de la Guerra Civil
La nova institució va utilitzar el campus de Transylvania a Lexington mentre mantenia el nom d'Universitat de Kentucky. La universitat es va reorganitzar en diversos col·legis nous, inclòs el Col·legi Agrícola i Mecànic (A&M) de Kentucky, constituït com a institució de concessió de terres sota la Llei Morrill. No obstant això, a causa dels dubtes sobre tenir una institució de concessió de terres finançada pel govern federal però controlada per un cos religiós, l'A&M es va escindir el 1878 com a entitat independent i estatal i aviat es va convertir en una de les universitats públiques insígnia de l'estat, la Universitat de Kentucky. El 1903, el Hamilton College, una universitat femenina amb seu a Lexington fundada el 1869, es va fusionar amb la Universitat de Kentucky.

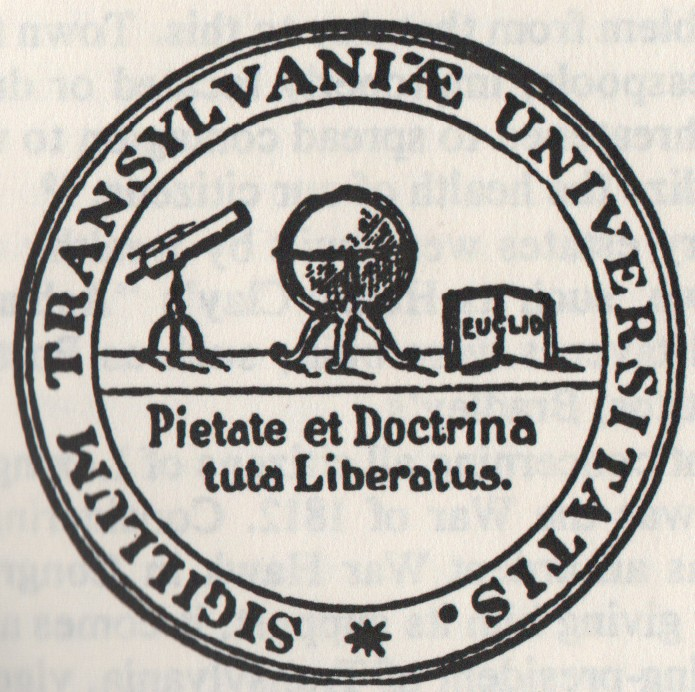
El segell original de la Universitat Transylvania

Finalment, a causa de la confusió entre la Universitat de Kentucky i la seva institució subalterna, aquesta va ser rebatejada com a «Universitat Transylvania» el 1908.

### Biblioteca
Acabada el 1952 i dedicada al president Dwight David Eisenhower, l'edifici principal de la biblioteca va ser renovada i ampliada el 1985. Les seves col·leccions acullen una sèrie de manuscrits amb cartes, diaris i documents de personatges històrics notables associats a la universitat, com Henry Clay, Jefferson Davis, Robert Peter, John Wesley Hunt, Daniel Drake i Horace Holley. La secció de llibres rars aplega una col·lecció de llibres relacionats amb la història dels cavalls i la història natural i una col·lecció de llibres mèdics anteriors al 1800. Els llibres pertanyents al Departament Mèdic de Transylvania, que va tancar l'any 1859, es conserven actualment en col·leccions especials. La biblioteca va ser l'escenari de la pel·lícula American animals, que explica com quatre estudiants van robar i van intentar vendre alguns dels llibres rars de la biblioteca.